# Lepi Vrh
Lepi Vrh je naselje v Občini Bloke.